# Saint Thomas (colonia brandeburghese)
La colonia brandeburghese di Saint Thomas consisteva in una parte di territorio preso in affitto delle Indie occidentali danesi sull'isola di St. Thomas (oggi parte delle Isole Vergini degli Stati Uniti)

## Storia
Nel XVII secolo, il margraviato del Brandeburgo disponeva di diverse colonie in Africa, tra cui la Costa d'Oro brandeburghese (Groß Friedrichsburg) e Arguin, ed era con esse coinvolto nella tratta atlantica degli schiavi africani. Per supportare tale business, il Brandeburgo necessitava anche di una base commerciale nei Caraibi. Per questa ragione, il direttore generale della marina brandeburghese, Benjamin Raule, siglò un accordo di affitto con la Compagnia danese delle Indie occidentali il 24 novembre 1685. L'accordo prevedeva l'affitto dietro pagamento di una parte delle Antille danesi, l'isola di Saint Thomas, che apparteneva alla Danimarca dal 1666. La proprietà dell'isola spettava al re danese, ma il Brandeburgo ottenne il diritto di utilizzarne la terra. Nel 1693 il Brandeburgo divise Saint Thomas in due aree d'influenza, una danese e una brandeburghese. Con la fine delle colonie brandeburghesi in Africa (vennero vendute agli olandesi, Groß Friedrichsburg nel 1718 e Arguin nel 1721) non vi era più ragione di mantenere la presenza tedesca a Saint Thomas e la colonia venne abbandonata.

### Commercio degli schiavi
L'accordo tra il Brandeburgo e la Compagnia danese delle Indie occidentali includeva anche una parte commerciale, in particolare nel campo della tratta degli schiavi. L'accordo, previsto per la durata di 30 anni, prevedeva l'affitto dell'area a fronte di questa prospettiva commerciale. Per ogni schiavo importato, la Danimarca avrebbe ricevuto l'1% del valore, mentre per ciascuno schiavo esportato ne avrebbe tratto il 2% del guadagno. Se il Brandeburgo avesse avuto un eccesso del numero di schiavi necessari, i danesi si accordarono per comprare 100 schiavi all'anno al prezzo fissato di 80 talleri l'uno. Infine, Brandeburgo e Danimarca si accordarono per lavorare insieme per organizzare delle spedizioni schiaviste nella Costa degli Schiavi. Nel periodo della presenza del Brandeburgo a Saint Thomas, ebbero luogo alcune tra le più grandi aste di schiavi al mondo.